# Jann-Fiete Arp
Jann-Fiete Arp (Bad Segeberg, 6 januari 2000) is een Duits voetballer die doorgaans als centrumspits speelt. In 2017 maakte hij zijn debuut in het betaalde voetbal in de Bundesliga namens Hamburger SV. In 2025 maakte hij de overstap van  Holstein Kiel naar Odense BK.

## Carrière

### Jeugd
Arp begon op vierjarige leeftijd met voetballen bij SV Wahlstedt en werd in 2009 geselecteerd voor het districtselftal van Sleeswijk-Holstein. Naar aanleiding van zijn prestaties tijdens de selectiewedstrijden kwam hij in 2010 in beeld bij Hamburger SV, dat hem opnam in de jeugdopleiding. Hij doorliep alle jeugdelftallen en viel op door in één wedstrijd van onder-12 maar liefst zestien doelpunten te maken.
Op 15 augustus 2015 debuteerde hij in de onder-17 tijdens een met 5–1 gewonnen wedstrijd tegen Tennis Borussia Berlin, waarin hij direct twee keer scoorde. In zijn eerste seizoen kwam hij tot 24 wedstrijden en elf doelpunten. In zijn tweede seizoen werd hij door trainer Christian Titz aanvoerder van de ploeg. Hij speelde 21 wedstrijden en was met 26 doelpunten topscorer van de B-junioren Bundesliga Nord/Nordost. Voor zijn prestaties ontving hij de Fritz Walter Medaille als beste speler onder de zeventien jaar. Gedurende dat seizoen maakte hij vier invalbeurten in de onder-19, waarin hij op 4 februari zijn debuut maakte tijdens een thuiswedstrijd tegen Energie Cottbus. Hij viel in de 70e minuut in. In de zomer van 2017 verlengde Arp zijn contract tot 2019 en werd hij opgenomen in de onder-19. Vanwege zijn inzet bij het eerste elftal kwam hij slechts vijf keer in actie bij de onder-19. Voor aanvang van het seizoen 2018/19 maakte hij de definitieve overstap naar de senioren. Tijdens zijn jeugdperiode bij Hamburger SV speelde hij onder anderen samen met Josha Vagnoman, Ogechika Heil, Aaron Opoku en Jonas David.

### Hamburger SV
In de winterstop van het seizoen 2017/18 maakte Arp voor het eerst kennis met het seniorenvoetbal toen hij samen met Vasilije Janjičić als jeugdspeler werd meegenomen naar het trainingskamp in Dubai. Op 30 september 2017 debuteerde hij als A-junior in het betaalde voetbal. Hij viel in de 89e minuut in voor Bobby Wood tijdens een competitiewedstrijd in deBundesliga tegen Werder Bremen, die eindigde in 0–0. Hiermee was hij de eerste speler geboren in het jaar 2000 die speelminuten maakte op het hoogste Duitse niveau.
Zijn eerste profdoelpunt maakte hij op 28 oktober 2017 in het  Olympiastadion, na een assist van Kyriakos Papadopoulos, in de uitwedstrijd tegen Hertha BSC. Ondanks zijn doelpunt verloor Hamburger SV met 2–1. Met deze treffer werd hij de jongste doelpuntenmaker ooit voor de Noord-Duitse club. Een week later maakte hij zijn basisdebuut in de thuiswedstrijd tegen VfB Stuttgart, waarin hij in de 69e minuut de 3–1 eindstand op het scorebord zette. Gedurende de volgende wedstrijden stond Arp in de basis onder trainer Markus Gisdol. Na de winterstop werd Gisdol wegens tegenvallende resultaten ontslagen en opgevolgd door Bernd Hollerbach. Hollerbach bleef slechts 49 dagen in functie en werd vervangen door Christian Titz, Arps voormalige jeugdtrainer. Na deze trainerswisselingen nam Arps speeltijd af. Aan het einde van het seizoen degradeerde Hamburger SV, na 55 jaar, naar de 2. Bundesliga.
Voor aanvang van het seizoen 2018/19 verlengde Arp zijn contract bij Hamburger SV met één jaar, tot medio 2020 en maakte hij de definitieve overstap naar de senioren. Door de aanwezigheid van onder anderenPierre-Michel Lasogga en Manuel Wintzheimer slaagde hij er niet in een vaste basisplaats te veroveren. In februari 2019 bereikte Arp een akkoord met Bayern München over een toekomstige overstap. Daarbij werd afgesproken dat hij zelf mocht bepalen of hij op 1 juli 2019 of op 1 juli 2020 zou aansluiten bij de Duitse recordkampioen. Een maand later werd bekend dat hij voor de eerstvolgende overstapdatum had gekozen. De rest van het seizoen kwam hij voornamelijk als invaller in actie. Op de laatste speeldag van de competitie maakte hij zijn enige doelpunt van het seizoen, tijdens de met 3–0 gewonnen thuiswedstrijd tegen MSV Duisburg. In totaal speelde hij 38 officiële wedstrijden voor Hamburger SV, waarin hij vier keer tot scoren kwam. Na afloop van het seizoen vertrok hij naar Bayern München.

### Bayern München
Tijdens de voorbereiding op het seizoen 2019/20 sloot Arp aan bij het trainingskamp van het eerste elftal van Bayern München in de Verenigde Staten. Daar kwam hij in actie in oefenwedstrijden tegen onder andere Real Madrid, Arsenal en AC Milan. Ondanks een positieve voorbereiding begon hij het seizoen bij het tweede elftal. Op 19 augustus 2019 maakte hij zijn debuut in de 3. Liga, waarin hij door trainer Sebastian Hoeneß een basisplaats kreeg tijdens het met 1–2 gewonnen uitduel tegen Hallescher FC. Kort na zijn debuut brak Arp zijn pols. Tijdens zijn eerste training na herstel liep hij opnieuw een blessure op toen hij bij een val een bot in zijn onderarm brak. Op 26 januari 2020 maakte hij zijn rentree in de uitwedstrijd tegen KFC Uerdingen 05, waarin hij zeven minuten voor tijd inviel voor Timo Kern. Op 28 februari stond hij voor het eerst in de basis van Bayern München II, in de 3. Liga-wedstrijd tegen SpVgg Unterhaching. In de 24e minuut maakte hij zijn eerste doelpunt voor de club, dat tevens het enige doelpunt van de wedstrijd bleek. Vanwege stevige concurrentie van onder anderen  Kwasi Wriedt en Leon Dajaku slaagde Arp er niet in om een vaste basisplaats te veroveren. Hij sloot het seizoen af met drie doelpunten in twaalf competitiewedstrijden en had daarmee een bescheiden aandeel in het kampioenschap van Bayern München II in de 3. Liga.
In zijn tweede seizoen bij Bayern München maakte Arp bewust de keuze om bij het tweede elftal te blijven spelen. Onder de nieuwe trainer Holger Seitz kreeg hij aan het begin van het seizoen 2020/21 een basisplaats als centrumspits. Zijn optredens bij Bayern München II leidden op 15 oktober 2020 tot zijn officiële debuut in het eerste elftal. In de eerste ronde van de DFB-Pokal tegen 1. FC Düren werd hij in de 77e minuut door trainer Hansi Flick ingebracht als vervanger van Eric Maxim Choupo-Moting. Na de winterstop raakte Arp geblesseerd, waarna hij zijn basisplaats bij het tweede elftal verloor. Tijdens de laatste competitiewedstrijd van het seizoen, waarin handhaving in de 3. Liga op het spel stond, maakte hij geen deel meer uit van de wedstrijdselectie. Daarmee leek zijn perspectief bij de club beperkt. Voor het seizoen 2021/22 werd hij verhuurd aan Holstein Kiel. Na afloop van die periode leek zijn kans op speeltijd bij Bayern München nog steeds gering, waarna hij besloot zijn loopbaan voort te zetten bij de club uit Noord-Duitsland. Hij maakte de overstap naar Holstein Kiel op transfervrije basis. Voor Bayern München II kwam Arp in totaal tot 42 wedstrijden. In het tweede elftal speelde hij samen met onder anderen Joshua Zirkzee, Alphonso Davies, Malik Tillman en Jamal Musiala.

#### Verhuur aan Holstein Kiel
In de zomer van 2021 werd bekend dat Arp voor één seizoen op huurbasis zou uitkomen voor Holstein Kiel. Op 25 juli maakte hij zijn debuut in de 2. Bundesliga tijdens de uitwedstrijd tegen FC St. Pauli. Trainer  Ole Werner stelde hem op als centrumspits in het basiselftal. Zijn eerste doelpunt voor Kiel volgde in de eerste ronde van de DFB-Pokal, tijdens de uitwedstrijd tegen de amateurs van Weiche Flensburg. In het met 2–4 na verlenging gewonnen duel scoorde hij in de 94e minuut uit een strafschop de openingstreffer. Op 28 augustus maakte hij in de vijfde speelronde zijn eerste competitiedoelpunt voor de club. In de met 3–0 gewonnen thuiswedstrijd tegen Erzgebirge Aue tekende hij in de 37e minuut voor de 2–0, na een voorzet van Julian Korb. Na het vertrek van trainer Ole Werner en de aanstelling van Marcel Rapp verloor Arp zijn basisplaats; Rapp gaf de voorkeur aan Benedikt Pichler als spits. Arp kwam daarna voornamelijk als invaller in actie. Na afloop van het seizoen keerde hij terug naar Bayern München.

### Holstein Kiel
In de zomer van 2022 tekende Arp een tweejarig contract bij Holstein Kiel, met een looptijd tot medio 2024. Aan het begin van het seizoen 2022/23 kreeg hij een basisplaats toegewezen door trainer Marcel Rapp. Gedurende het seizoen verloor hij deze positie aan Kwasi Wriedt, die eveneens was overgekomen van Bayern München. Arp kwam dat seizoen tot negen basisplaatsen in de competitie. Het seizoen  2023/24 begon op vergelijkbare wijze. In de zomer had Kiel de Japanse international Shuto Machino aangetrokken, die samen met Benedikt Pichler de voorkeur kreeg in de aanvalslinie. Arp begon daardoor opnieuw als reservespeler. In oktober keerde het tij en kreeg hij meer speelminuten. Hij speelde acht opeenvolgende wedstrijden en kwam daarin tot vijf doelpunten. Mede dankzij zijn bijdragen ging Holstein Kiel met een clubrecord aan punten als koploper de winterstop in. Tijdens de laatste wedstrijd voor de winterpauze, tegen Hannover 96, liep Arp een blessure op aan een pees, waardoor hij langere tijd was uitgeschakeld. Op 30 maart 2024 maakte hij zijn rentree in de met 2–0 gewonnen thuiswedstrijd tegen Hansa Rostock. In de resterende wedstrijden van het seizoen werd hij voornamelijk als invaller ingezet. Holstein Kiel eindigde op de tweede plaats in de 2. Bundesliga en promoveerde daarmee voor het eerst in de clubgeschiedenis naar de Bundesliga.
Het seizoen 2024/25 verliep voor zowel Arp als Holstein Kiel moeizaam, waarin hij er niet in slaagde een vaste basisplaats te veroveren. Tijdens de uitwedstrijd tegen  VfB Stuttgart in de achtste speelronde stond hij voor het eerst dat seizoen in de basis. Door het ontvangen van twee gele kaarten moest hij de wedstrijd voortijdig verlaten, wat resulteerde in een schorsing voor de daaropvolgende wedstrijd tegen 1. FC Heidenheim 1846. Deze wedstrijd was de eerste overwinning van Kiel in het seizoen. Hierdoor was het moeilijker voor Arp om zijn plek terug te winnen, omdat trainer Marcel Rapp vasthield aan het "succesvolle" team. Ondanks de matige resultaten lukte het hem niet om weer een basisplaats te veroveren. Kiel verbleef het hele seizoen in de onderste regionen van de ranglijst en degradeerde na één jaar terug naar de 2. Bundesliga.Aan het einde van het seizoen besloot Arp, na 95 officiële wedstrijden voor Kiel, de club te verlaten en zijn loopbaan voort te zetten bij Odense BK in Denemarken.

### Odense BK
In de zomer van 2025 tekende Arp een contract tot medio 2028 bij het Deense Odense BK. De club betaalde naar verluidt circa 250.000 euro als transfersom voor zijn overgang. Op 3 augustus maakte hij zijn basisdebuut in de Superligaen tijdens het uitduel tegen FC Midtjylland, dat eindigde in een 3–3 gelijkspel. Trainer Alexander Zorniger startte met hem als linksbuiten in de basisopstelling van de MCH Arena. In de 67e minuut scoorde Arp zijn eerste doelpunt voor Odense, waarmee hij zijn ploeg op een 2–3 voorsprong zette.

## Clubstatistieken
| Seizoen                        | Club              | Competitie    | Competitie | Competitie | Competitie | Beker | Beker | Beker | Internationaal | Internationaal | Internationaal | Totaal | Totaal | Totaal |
| Seizoen                        | Club              | Competitie    | Wed.       | Dlp.       | Ass.       | Wed.  | Dlp.  | Ass.  | Wed.           | Dlp.           | Ass.           | Wed.   | Dlp.   | Ass.   |
| ------------------------------ | ----------------- | ------------- | ---------- | ---------- | ---------- | ----- | ----- | ----- | -------------- | -------------- | -------------- | ------ | ------ | ------ |
| 2017/18                        | Hamburger SV      | Bundesliga    | 18         | 2          | 0          | 0     | 0     | 0     | —              | —              | —              | 18     | 2      | 0      |
| 2018/19                        | Hamburger SV      | 2. Bundesliga | 17         | 1          | 1          | 3     | 1     | 1     | —              | —              | —              | 20     | 2      | 2      |
| Club Totaal                    | Club Totaal       | Club Totaal   | 35         | 3          | 1          | 3     | 1     | 1     | 0              | 0              | 0              | 38     | 4      | 2      |
| 2020/21                        | Bayern München    | Bundesliga    | 0          | 0          | 0          | 1     | 0     | 0     | —              | —              | —              | 1      | 0      | 0      |
| Club Totaal                    | Club Totaal       | Club Totaal   | 0          | 0          | 0          | 1     | 0     | 0     | 0              | 0              | 0              | 1      | 0      | 0      |
| 2019/20                        | Bayern München II | 3.Liga        | 12         | 3          | 1          | —     | —     | —     | —              | —              | —              | 12     | 3      | 1      |
| 2020/21                        | Bayern München II | 3.Liga        | 30         | 5          | 2          | —     | —     | —     | —              | —              | —              | 30     | 5      | 2      |
| Club Totaal                    | Club Totaal       | Club Totaal   | 42         | 8          | 3          | 0     | 0     | 0     | 0              | 0              | 0              | 42     | 8      | 3      |
| 2021/22                        | → {Holstein Kiel  | 2. Bundesliga | 24         | 2          | 2          | 2     | 1     | 0     | —              | —              | —              | 26     | 3      | 2      |
| 2022/23                        | Holstein Kiel     | 2. Bundesliga | 26         | 1          | 2          | 1     | 0     | 0     | —              | —              | —              | 27     | 1      | 2      |
| 2023/24                        | Holstein Kiel     | 2. Bundesliga | 17         | 5          | 2          | 0     | 0     | 0     | —              | —              | —              | 17     | 5      | 2      |
| 2024/25                        | Holstein Kiel     | Bundesliga    | 23         | 2          | 0          | 2     | 0     | 0     | —              | —              | —              | 25     | 2      | 0      |
| Club Totaal                    | Club Totaal       | Club Totaal   | 90         | 10         | 5          | 5     | 1     | 0     | 0              | 0              | 0              | 95     | 11     | 6      |
| 2025/26                        | Odense BK         | Superligaen   | 2          | 1          | 1          | 0     | 0     | 0     | 0              | 0              | 0              | 2      | 1      | 1      |
| Club Totaal                    | Club Totaal       | Club Totaal   | 2          | 1          | 1          | 0     | 0     | 0     | 0              | 0              | 0              | 2      | 1      | 1      |
| TOTAAL                         | TOTAAL            | TOTAAL        | 169        | 22         | 10         | 9     | 2     | 1     | —              | —              | —              | 178    | 24     | 12     |
| Bijgewerkt tot 6 augustus 2025 |                   |               |            |            |            |       |       |       |                |                |                |        |        |        |

## Interlandloopbaan
Arp kwam uit voor verschillende Duitse nationale jeugdelftallen. In 2017 nam hij met Duitsland –17 deel aan zowel het europees kampioenschap als het wereldkampioenschap in die leeftijdscategorie. In totaal speelde hij 28 interlands voor Duitse jeugdteams, waarin hij 20 doelpunten maakte. Tijdens deze interlands speelde hij onder meer samen met Luca Plogmann, John Yeboah en Jessic Ngankam.  

### Duitse jeugdelftallen
Op 22 oktober 2015 maakte Arp zijn debuut voor Duitsland –16 in een oefeninterland tegen Oostenrijk –16. Hij viel in de 63e minuut in.Zijn eerste doelpunten voor Duitsland maakte hij in de onder-17 op 13 september 2016 in een oefenwedstrijd tegen Israël –17. In de met 3–1 gewonnen wedstrijd scoorde hij voor rust zowel de 0–1 als de 0–2.  
Arp nam in 2017 deel aan zowel het Europees kampioenschap onder 17 in Kroatië  als het wereldkampioenschap onder 17 in India namens Duitsland. Tijdens het EK maakte hij een sterke indruk. In de eerste groepswedstrijd, die met 5-0 werd gewonnen van  Bosnië en Herzegovina, scoorde hij drie doelpunten. Deze prestatie herhaalde hij in de met 7-0 gewonnen wedstrijd tegen Ierland.  Dankzij zijn doelpunten bereikte Duitsland de kwartfinale, waarin het met 2-1 won van Nederland, mede dankzij een doelpunt van Arp. In de halve finale werd Duitsland uitgeschakeld door Spanje, dat later het toernooi zou winnen, na een beslissende strafschoppenserie. Later dat jaar werd Arp geselecteerd voor het wereldkampioenschap onder 17, waar hij tevens aanvoerder was. Tijdens het toernooi was hij trefzeker in de groepswedstrijden tegen Costa Rica (2-1) en Guinee (3-1). In de achtste finale speelde hij een cruciale rol door met twee doelpunten bij te dragen aan de 4-0 overwinning op Columbia. In de kwartfinale tegen Brazilië scoorde hij zijn vijfde doelpunt van het toernooi, maar Duitsland verloor met 1-2 en werd uitgeschakeld.
Op 23 maart 2019 speelde Arp met Duitsland –19 zijn laatste interland tegen zijn leeftijdsgenoten uit Noorwegen.  
| Jeugdinterlands van Jann-Fiete Arp voor Duitsland () | Jeugdinterlands van Jann-Fiete Arp voor Duitsland () | Jeugdinterlands van Jann-Fiete Arp voor Duitsland () | Jeugdinterlands van Jann-Fiete Arp voor Duitsland () | Jeugdinterlands van Jann-Fiete Arp voor Duitsland () | Jeugdinterlands van Jann-Fiete Arp voor Duitsland () |
| №                                                    | Datum                                                | Wedstrijd                                            | Uitslag                                              | Soort Wedstrijd                                      | Doelpunten                                           |
| Als speler bij Duitsland –16                         | Als speler bij Duitsland –16                         | Als speler bij Duitsland –16                         | Als speler bij Duitsland –16                         | Als speler bij Duitsland –16                         | Als speler bij Duitsland –16                         |
| ---------------------------------------------------- | ---------------------------------------------------- | ---------------------------------------------------- | ---------------------------------------------------- | ---------------------------------------------------- | ---------------------------------------------------- |
| 1.                                                   | 22 oktober 2015                                      | Oostenrijk – Duitsland                               | 2 – 4                                                | Vriendschappelijk                                    |                                                      |
| 2.                                                   | 24 oktober 2015                                      | Oostenrijk – Duitsland                               | 1 – 2                                                | Vriendschappelijk                                    |                                                      |
| 3.                                                   | 12 april 2016                                        | Duitsland – Italië                                   | 3 – 2                                                | Vriendschappelijk                                    |                                                      |
| 4.                                                   | 14 april 2016                                        | Duitsland – Italië                                   | 3 – 0                                                | Vriendschappelijk                                    |                                                      |
| Als speler bij Duitsland –17                         |                                                      |                                                      |                                                      |                                                      |                                                      |
| 1.                                                   | 9 september 2016                                     | Duitsland – Nederland                                | 2 – 1                                                | Vriendschappelijk                                    |                                                      |
| 2.                                                   | 11 september 2016                                    | Duitsland – Italië                                   | 2 – 1                                                | Vriendschappelijk                                    |                                                      |
| 3.                                                   | 13 september 2016                                    | Duitsland – Israël                                   | 3 – 1                                                | Vriendschappelijk                                    | Goal · Goal                                          |
| 4.                                                   | 17 november 2016                                     | IJsland – Duitsland                                  | 2 – 7                                                | Vriendschappelijk                                    | Goal                                                 |
| 5.                                                   | 12 februari 2017                                     | Duitsland – Engeland                                 | 2 – 3                                                | Vriendschappelijk                                    |                                                      |
| 6.                                                   | 14 februari 2017                                     | Duitsland – Portugal                                 | 2 – 3                                                | Vriendschappelijk                                    |                                                      |
| 7.                                                   | 23 maart 2017                                        | Duitsland – Armenië                                  | 10 – 1                                               | EK-kwalificatie                                      | Goal                                                 |
| 8.                                                   | 25 maart 2017                                        | Duitsland – Finland                                  | 6 – 2                                                | EK-kwalificatie                                      |                                                      |
| 9.                                                   | 28 maart 2017                                        | Turkije – Duitsland                                  | 1 – 3                                                | EK-kwalificatie                                      | Goal · Goal                                          |
| 10.                                                  | 4 mei 2017                                           | Duitsland – Bosnië en Herzegovina                    | 5 – 0                                                | Europees kampioenschap 2017                          | Goal · Goal · Goal                                   |
| 11.                                                  | 7 mei 2017                                           | Duitsland – Servië                                   | 3 – 1                                                | Europees kampioenschap 2017                          |                                                      |
| 12.                                                  | 10 mei 2017                                          | Ierland – Duitsland                                  | 0 – 7                                                | Europees kampioenschap 2017                          | Goal · Goal · Goal                                   |
| 13.                                                  | 13 mei 2017                                          | Duitsland – Nederland                                | 2 – 1                                                | Europees kampioenschap 2017                          | Goal                                                 |
| 14.                                                  | 16 mei 2017                                          | Spanje – Duitsland                                   | 4 – 2(n.s.)                                          | Europees kampioenschap 2017                          |                                                      |
| 15.                                                  | 7 oktober 2017                                       | Duitsland – Costa Rica                               | 2 – 1                                                | Wereld kampioenschap 2017                            | Goal                                                 |
| 16.                                                  | 10 oktober 2017                                      | Iran – Duitsland                                     | 4 – 0                                                | Wereld kampioenschap 2017                            |                                                      |
| 17.                                                  | 13 oktober 2017                                      | Guinee – Duitsland                                   | 1 – 3                                                | Wereld kampioenschap 2017                            | Goal                                                 |
| 18.                                                  | 16 oktober 2017                                      | Columbia – Duitsland                                 | 0 – 4                                                | Wereld kampioenschap 2017                            | Goal · Goal                                          |
| 19.                                                  | 22 oktober 2017                                      | Duitsland – Brazilië                                 | 1 – 2                                                | Wereld kampioenschap 2017                            | Goal                                                 |
| Als speler bij Duitsland –19                         |                                                      |                                                      |                                                      |                                                      |                                                      |
| 1.                                                   | 14 november 2018                                     | Duitsland – Portugal                                 | 0 – 1                                                | Vriendschappelijk                                    |                                                      |
| 2.                                                   | 17 november 2018                                     | Nederland – Duitsland                                | 1 – 0                                                | Vriendschappelijk                                    |                                                      |
| 3.                                                   | 19 november 2018                                     | Armenië – Duitsland                                  | 0 – 7                                                | Vriendschappelijk                                    | Goal                                                 |
| 4.                                                   | 20 maart 2019                                        | Duitsland – Kroatië                                  | 2 – 1                                                | EK-kwalificatie                                      | Goal                                                 |
| 5.                                                   | 23 maart 2019                                        | Duitsland – Noorwegen                                | 0 – 1                                                | EK-kwalificatie                                      |                                                      |
| Bijgewerkt tot 29 april 2024                         |                                                      |                                                      |                                                      |                                                      |                                                      |

## Persoonlijk
Arp wordt doorgaans bij zijn roepnaam Fiete genoemd; alleen zijn moeder noemt hem bij zijn volledige naam, Jann-Fiete. In zijn jeugd hechtte hij veel waarde aan een combinatie van voetbal en studie, waardoor hij aanbiedingen van onder andere Real Madrid afwees. Hij volgde zijn middelbare opleiding aan het Gymnasium Heidberg in Langenhorn, een school die samenwerkt met Hamburger SV en waar eerder ook spelers als Thomas von Heesen en Bastian Reinhardt hun diploma behaalden.

## Erelijst
| Competitie                |                   |                   |                   |                   |
| Competitie                | Aantal            | Jaren             |                   |                   |
| Bayern München II         | Bayern München II | Bayern München II | Bayern München II | Bayern München II |
| ------------------------- | ----------------- | ----------------- | ----------------- | ----------------- |
| Kampioen 3. Liga          | 1x                | 2019/20           |                   |                   |
| Bayern München            |                   |                   |                   |                   |
| Kampioen Bundesliga       | 1x                | 2019/20           |                   |                   |
| Winnaar DFB-Pokal         | 1x                | 2019/20           |                   |                   |
| Winnaar Champions League  | 1x                | 2019/20           |                   |                   |
| Winnaar Duitse supercup   | 1x                | 2020              |                   |                   |
| Winnaar Europese Supercup | 1x                | 2020              |                   |                   |

Individueel
- 2017: Winnaar Gouden Fritz Walter Medaille onder 17